# جايسون شيرلي
جايسون شيرلي (بالإنجليزية: Jason Shirley)‏ هو لاعب كرة قدم أمريكية أمريكي، ولد في 30 سبتمبر 1985 في فونتانا في الولايات المتحدة.

## وصلات خارجية
- جايسون شيرلي على موقع مرجع كرة القدم المحترفة.كوم (الإنجليزية)